# Poecilopsis vedrae
Poecilopsis vedrae är en fjärilsart som beskrevs av Harrison. Poecilopsis vedrae ingår i släktet Poecilopsis och familjen mätare. Inga underarter finns listade i Catalogue of Life.